# Winston Lake, Thunder Bay District
Winston Lake är en sjö i Kanada.   Den ligger i Thunder Bay District och provinsen Ontario, i den sydöstra delen av landet, 900 km väster om huvudstaden Ottawa. Winston Lake ligger 393 meter över havet. Arean är 1,1 kvadratkilometer. Den sträcker sig 4,1 kilometer i nord-sydlig riktning, och 1,1 kilometer i öst-västlig riktning.
I omgivningarna runt Winston Lake växer i huvudsak blandskog. Trakten runt Winston Lake är nära nog obefolkad, med mindre än två invånare per kvadratkilometer.